# Feathers & Flesh
Feathers & Flesh je šesté studiové album švédské melodicky deathmetalové hudební skupiny Avatar. Vydáno bylo 13. května 2016 vydavatelstvím E1 Music. Jedná se o konceptuální desku; tématem je „bajka o sově, která jde do války, aby zastavila východ slunce“. Podle zpěváka Johannese Eckerströma se tedy jedná o „tragický příběh někoho, kdo je odsouzen k prohře“. Skupina k desce zároveň vydala knížku s příběhy vztahujícími se k textům písní a následně také audioknihu.

## Seznam skladeb
Všechny skladby napsal(i) Avatar. 
| Pořadí         | Název                  | Délka |
| -------------- | ---------------------- | ----- |
| 1.             | Regret                 | 2:01  |
| 2.             | House of Eternal Hunt  | 4:58  |
| 3.             | The Eagle Has Landed   | 5:01  |
| 4.             | New Land               | 4:31  |
| 5.             | Tooth, Beak & Claw     | 4:25  |
| 6.             | For the Swarm          | 1:54  |
| 7.             | Fiddler’s Farewell     | 4:57  |
| 8.             | One More Hill          | 4:13  |
| 9.             | Black Waters           | 5:38  |
| 10.            | Night Never Ending     | 3:32  |
| 11.            | Pray the Sun Away      | 5:30  |
| 12.            | When the Snow Lies Red | 5:16  |
| 13.            | Raven Wine             | 4:36  |
| 14.            | Sky Burial             | 6:54  |
| Celková délka: | Celková délka:         | 63:26 |

## Obsazení
- Johannes Eckerström – zpěv
- Jonas Jarlsby – kytara
- Tim Öhrström – kytara
- Henrik Sandelin – basová kytara
- John Alfredsson – bicí

Technická podpora
- Sylvia Massy – produkce